# Mikhaïl Evlanov
Mikhaïl Mikhaïlovitch Evlanov (en russe : Михаи́л Миха́йлович Евла́нов), né le 26 mars 1976 à Krasnogorsk dans l'Oblast de Moscou, est un acteur russe.

## Biographie
En 2005, il est diplômé de l'Académie des arts du théâtre de Saint-Pétersbourg, ayant suivi le cours de G.M. Kozlov. Il commence à jouer alors qu'il est encore étudiant, notamment en incarnant Mitka Blinov, le sniper de film Les Nôtres de Dmitri Meskhiev. Le tournage de ce film lui vaut une récompense, le prix jeune Triomphe en 2004.
Commence alors une carrière assez fournie, avec quelques films remarquables, tels Vis et souviens-toi (Живи и помни) d'Alexandre Prochkine ou Battlestar Rebellion (Обитаемый остров) de Fiodor Bondartchouk.
Il est marié et a un fils.

## Filmographie
- 2002 : Ulicy razbityh fonarej (Улицы разбитых фонарей) — Valery Tkachenko
- 2004 : Les Nôtres de Dmitri Meskhiev — le sniper, Mitka Blinov
- 2005 : Force de choc 6 (Убойная сила 6) d'Ouliana Chilkina — Kabanov
- 2005 : Le 9e escadron (9 рота) de Fiodor Bondartchouk — soldat Riabokon 'Ryava'
- 2006 : Les Choses simples (Простые вещи) d'Alekseï Popogrebski — Korenastyj (Chunky)
- 2007 : Le Ravin (Яр) de Marina Razbejkina — Konstantin Karev
- 2007 : Suženyj-rjaženyj (Суженый-ряженый) — Witek, sergent de police
- 2007 : Ami ou ennemi (Свой-чужой, série télévisée) — Valéry Štukin
- 2007 : Le Meilleur moment de l'année (Лучшее время года) de Svetlana Proskourina — Valentin
- 2007 : Le Jour des élections (День выборов) d'Oleg Fomine — Fyodor
- 2007 : Les Sept Cabines (Семь кабинок) de Dmitri Meskhiev
- 2007 : Molodoj Volkodav (Молодой Волкодав) — Wolf
- 2007 : Korolevstvo krivyh zerkal (Королевство кривых зеркал) — électricien
- 2008 : Nirvana (Нирвана) d'Igor Volochine — Larousse
- 2008 : Il était une fois une femme (Жила-была одна баба)
- 2008 : Vis et souviens-toi (Живи и помни) d'Alexandre Prochkine — Andreï
- 2008 : Battlestar Rebellion (1re partie) (Обитаемый остров) de Fiodor Bondartchouk— capitaine Chachou
- 2009 : Moi (Я) — Edik
- 2009 : Indus (Индус, série télévisée)— Dmitrij Romanovič
- 2009 : Battlestar Rebellion (épisode La bataille) (Обитаемый остров. Схватка) de Fiodor Bondartchouk - capitaine Chachou
- 2009 : Derevenskij romans (Деревенский романс) — Mihail Rjabov
- 2009 : Glace rouge. Saga des Khantys (Красный лёд. Сага о хантах Югры) d'Oleg Fessenko
- 2009 : 9 maja. Ličnoe otnošenie (9 мая. Личное отношение, histoire courte : Vypej za menja (Выпей за меня) — Micha
- 2010 : Skazka. Est (Сказка. Есть)
- 2010 : Podsadnoj (Подсадной) — Andreï
- 2010 : La Bataille de Brest-Litovsk (Брестская крепость) — Proskurin
- 2010 : La Tour (Башня) de Denis Neimand (téléfilm) — photographe Valery
- 2010 : Petchorine (Печорин) de Roman Khrouchtch — capitaine des dragons
- 2010 : Klassnye mužiki (Классные мужики) — Danovitch, producteur
- 2010 : América (Америка) de João Nuno Pinto (pt)
- 2010 : Put’ k sebe (Путь к себе) — Léon
- 2011 : Odin edinstvennyj i navsegda (Один единственный и навсегда) — Igor
- 2011 : Dikij-2 (Дикий, série télévisée) — Bogdan Sysoev
- 2011 : Bédouin (Бедуин) d'Igor Volochine — Zhenya
- 2012 : Dans la brume (В тумане) de Sergei Loznitsa — policier
- 2012 : Yalta-45 (Ялта-45) — Ismail Kadyev
- 2012 : Leto volkov (Лето волков, série télévisée) — Valérik
- 2012 : Odnaždy v Rostove (Однажды в Ростове) — Alexandre Gorschov
- 2012 : Odnoljuby (Однолюбы) — Sanya
- 2012 : Père (Отец) de Sergueï Oldenbourg-Svintsov (court-métrage, 14 min)
- 2013 : Cena žizni (Цена жизни) — Major Glébov
- 2013 : Nočnye lastočki (Ночные ласточки, série télévisée) — Ivan Piven, éclaireur
- 2013 : Odnoklassniki.ru: naCLICKay udachu (Одноклассники. НаCLICKай удачу)
- 2013 : Sexe, café, cigarettes (Секс, кофе, сигареты)
- 2013 : Sherlock Holmes (Шерлок Холмс) : Peter Small
- 2014 : Un long chemin de retour (Долгий путь домой) : Vitka, conducteur du tracteur
- 2014 : Il n'y aura pas d'hiver (Зимы не будет)
- 2014 : Héritage (Наследие) — Mechkovsky
- 2014 : Homme sans le passé (Человек без прошлого) — Major Groschev
- 2014 : Mertvoe serdce (Мертвое сердце) — chimiste
- 2021 : Major Grom : le docteur de peste (Майор Гром: Чумной Доктор) — Evgeny Strelkov

## Récompenses
- Prix Triomphe (Триумф, 2004) pour le film Les Nôtres de D. Meskhiev

## Source de la traduction
- (ru) Cet article est partiellement ou en totalité issu de l’article de Wikipédia en russe intitulé « Евланов, Михаил Михайлович » (voir la liste des auteurs).